# Nadija Filipova
Nadija Filipova, född den 19 oktober 1959, är en bulgarisk före detta  roddare.
Hon tog OS-silver i fyra med styrman i samband med de olympiska roddtävlingarna 1980 i Moskva.